# Picture This
Picture This ist eine alternative Popband aus der irischen Kleinstadt Athy. Die Gruppe, welche seit 2015 aktiv ist, besteht aus dem Leadsänger und Gitarristen Ryan Hennessy, dem Schlagzeuger Jimmy Rainsford, dem Gitarristen Owen Cardiff und dem Bassisten Cliff Deane. Ihr Debütalbum Picture This, welches sie im August 2017 veröffentlichte, erreichte Platz eins der irischen Albumcharts.

## Geschichte
Rainsford und Hennessy wuchsen beide in derselben Stadt auf. Rainsford wurde durch ein Facebook-Video von Hennessy, auf welchem jener sang, erstmals aufmerksam. Auf diesen Post hin schlug Rainsford, der ebenfalls seit einer langen Zeit musikalisch aktiv war, Hennessy vor, eine Band zu gründen.
Große Bekanntheit erreichten sie mit der gemeinsamen Single Take My Hand, welche zuvor bereits als mit dem Handy aufgenommener Song über vier Millionen Aufrufe über Soziale Medien erreichte. Die Band spielte aufgrund der großen Nachfrage ihr erstes Konzert am 3. April 2016 nicht wie zuvor geplant in der „Grand Social Venue“ in Dublin, sondern in „The Academy“; sie waren damit die ersten Künstler, welche diese Location für ein Debütkonzert ausverkaufen konnten. Im Anschluss folgte im Frühling 2016 eine Tour durch Irland mit 20 Konzerten. Im selben Jahr kündigte die Band ihre erste EP mit dem Namen Picture This EP an und veröffentlichte diese am 12. August und erreichte Platz 1 in den irischen Albumcharts.
Ein Jahr später verkündete die Band eine weitere Tour durch Irland. Innerhalb von drei Minuten gelang es dem Quartett die 3Arena, mit einer Kapazität von 13.000 Plätzen, auszuverkaufen.
Am 25. August 2017 veröffentlichte Picture This ihr erstes, gleichnamiges Album, welches sich eine Woche auf Platz 1 der irischen Albumcharts befand.
Im Laufe des Jahres 2018 veröffentlichte die Band mehrere Singles, unter anderem This Morning, bevor sie im Februar 2019 ihr zweites Album Mdrn Lv veröffentlichte, und eine Tour durch Europa und Amerika ankündigte.

## Diskografie

### Alben
| Jahr | Titel                    | Höchstplatzierung, Gesamtwochen, AuszeichnungChartplatzierungen (Jahr, Titel, Platzierungen, Wochen, Auszeichnungen, Anmerkungen) | Höchstplatzierung, Gesamtwochen, AuszeichnungChartplatzierungen (Jahr, Titel, Platzierungen, Wochen, Auszeichnungen, Anmerkungen) | Höchstplatzierung, Gesamtwochen, AuszeichnungChartplatzierungen (Jahr, Titel, Platzierungen, Wochen, Auszeichnungen, Anmerkungen) | Anmerkungen                              |
| Jahr | Titel                    | DE | UK | IE | Anmerkungen                              |
| ---- | ------------------------ | --- | --- | --- | ---------------------------------------- |
| 2016 | Picture This EP          | — | — | IE1 (71 Wo.)IE | Erstveröffentlichung: 12. August 2016 EP |
| 2017 | Picture This             | — | — | IE1 (254 Wo.)IE | Erstveröffentlichung: 25. August 2017    |
| 2019 | Mdrn Lv                  | — | UK54 (1 Wo.)UK | IE1 (74 Wo.)IE | Erstveröffentlichung: 15. Februar 2019   |
| 2021 | Life in Colour           | — | UK51 (1 Wo.)UK | IE2 (52 Wo.)IE | Erstveröffentlichung: 25. Juni 2021      |
| 2024 | Parked Car Conversations | DE90 (1 Wo.)DE | UK74 (1 Wo.)UK | IE2 (9 Wo.)IE | Erstveröffentlichung: 26. April 2024     |

### Singles
| Jahr | Titel Album                                     | Höchstplatzierung, Gesamtwochen, AuszeichnungChartplatzierungen (Jahr, Titel, Album, Platzierungen, Wochen, Auszeichnungen, Anmerkungen) | Höchstplatzierung, Gesamtwochen, AuszeichnungChartplatzierungen (Jahr, Titel, Album, Platzierungen, Wochen, Auszeichnungen, Anmerkungen) | Anmerkungen                              |
| Jahr | Titel Album                                     | UK | IE | Anmerkungen                              |
| --- | ----------------------------------------------- | --- | --- | ---------------------------------------- |
| 2015 | Take My Hand Picture This EP                    | UK— SilberUK | IE21 (65 Wo.)IE |                                          |
| 2016 | You & I Picture This EP                         | — | IE48 (11 Wo.)IE |                                          |
| 2016 | Let’s Be Young Picture This EP                  | — | IE66 (9 Wo.)IE |                                          |
| 2016 | This Christmas Picture This (Deluxe)            | — | IE25 (9 Wo.)IE |                                          |
| 2017 | Never Change Picture This                       | — | IE30 (33 Wo.)IE |                                          |
| 2017 | Everything I Need Picture This                  | — | IE72 (6 Wo.)IE |                                          |
| 2017 | 95 Picture This                                 | — | IE61 (8 Wo.)IE | Erstveröffentlichung: 28. Juli 2017      |
| 2017 | Addicted to You Picture This                    | — | IE22 (27 Wo.)IE |                                          |
| 2018 | This Morning –                                  | — | IE6 (13 Wo.)IE | Erstveröffentlichung: 23. März 2018      |
| 2018 | When We Were Young –                            | — | IE28 (14 Wo.)IE | Erstveröffentlichung: 15. Juni 2018      |
| 2018 | One Drink Mdrn Lv                               | UK98 (1 Wo.)UK | IE12 (28 Wo.)IE |                                          |
| 2018 | Everything or Nothing Mdrn Lv                   | — | IE7 (9 Wo.)IE |                                          |
| 2019 | If You Wanna Be Loved Mdrn Lv                   | — | IE18 (9 Wo.)IE | Erstveröffentlichung: 12. April 2019     |
| 2019 | Modern Love Mdrn Lv                             | — | IE23 (10 Wo.)IE |                                          |
| 2019 | One Night –                                     | — | IE4 (15 Wo.)IE | Erstveröffentlichung: 18. Oktober 2019   |
| 2020 | Winona Ryder Life in Colour                     | — | IE20 (9 Wo.)IE | Erstveröffentlichung: 10. Januar 2020    |
| 2020 | Troublemaker –                                  | — | IE38 (7 Wo.)IE | Erstveröffentlichung: 17. April 2020     |
| 2020 | If I Build a Home on the Moon –                 | — | IE23 (7 Wo.)IE | Erstveröffentlichung: 16. Juni 2020      |
| 2020 | Unconditional Life in Colour                    | — | IE17 (11 Wo.)IE | Erstveröffentlichung: 10. Juli 2020      |
| 2021 | Things Are Different Life in Colour             | — | IE16 (13 Wo.)IE | Erstveröffentlichung: 5. Februar 2021    |
| 2021 | LA House Party Life in Colour                   | — | IE20 (16 Wo.)IE | Erstveröffentlichung: 30. April 2021     |
| 2021 | If Ever However Whenever Forever Life in Colour | — | IE49 (2 Wo.)IE | Erstveröffentlichung: 26. Mai 2021       |
| 2022 | Get On My Love Parked Car Conversations         | — | IE38 (4 Wo.)IE | Erstveröffentlichung: 25. November 2022  |
| 2023 | Song to Myself Parked Car Conversations         | — | IE31 (4 Wo.)IE | Erstveröffentlichung: 17. März 2023      |
| 2023 | Leftover Love Parked Car Conversations          | — | IE65 (2 Wo.)IE | Erstveröffentlichung: 15. September 2023 |
| 2023 | Call It Love Parked Car Conversations           | — | IE78 (4 Wo.)IE | Erstveröffentlichung: 24. November 2023  |
| 2024 | Act of Innocence Parked Car Conversations       | — | IE71 (1 Wo.)IE | Erstveröffentlichung: 19. Januar 2024    |
| 2024 | Parked Car Conversations                        | — | IE87 (1 Wo.)IE | Erstveröffentlichung: 5. April 2024      |
| Folgende Lieder erschienen nicht als Single, wurden aber durch das Album zum Download und Streaming bereitgestellt und konnten somit eine Platzierung erlangen: |                                                 | | |                                          |
| |                                                 | | |                                          |
| 2017 | Smell Like Him Picture This                     | — | IE73 (2 Wo.)IE |                                          |
| 2017 | Jane Picture This                               | — | IE81 (3 Wo.)IE |                                          |
| 2017 | Carry On Picture This                           | — | IE82 (1 Wo.)IE |                                          |
| 2017 | Dream Picture This                              | — | IE92 (1 Wo.)IE |                                          |
| 2017 | Saviour Picture This                            | — | IE97 (1 Wo.)IE |                                          |
| 2019 | Nevada Mdrn Lv                                  | — | IE93 (1 Wo.)IE |                                          |
| 2019 | Hurt Nobody Mdrn Lv                             | — | IE52 (1 Wo.)IE |                                          |
| 2021 | Addict of Magic Life in Colour                  | — | IE10 (11 Wo.)IE |                                          |
| 2021 | Die for You Life in Colour                      | — | IE49 (1 Wo.)IE |                                          |

Weitere Singles
- 2016: For You
- 2016: I Don’t Know Why
- 2023: Another Song To Myself (mit Avaion)
- 2024: Somewhere Close to Heaven (Rea Garvey feat. Picture This)